# مقاطعة ستانيسلوس (كاليفورنيا)
مقاطعة ستانيسلوس (بالإنجليزية: Stanislaus County)‏ هي إحدى مقاطعات ولاية كاليفورنيا في الولايات المتحدة الأمريكية.

## أعلام
- بيرغر أ. بيرسون
- براد ليزلي